# Edward Cecil, 1:e viscount Wimbledon

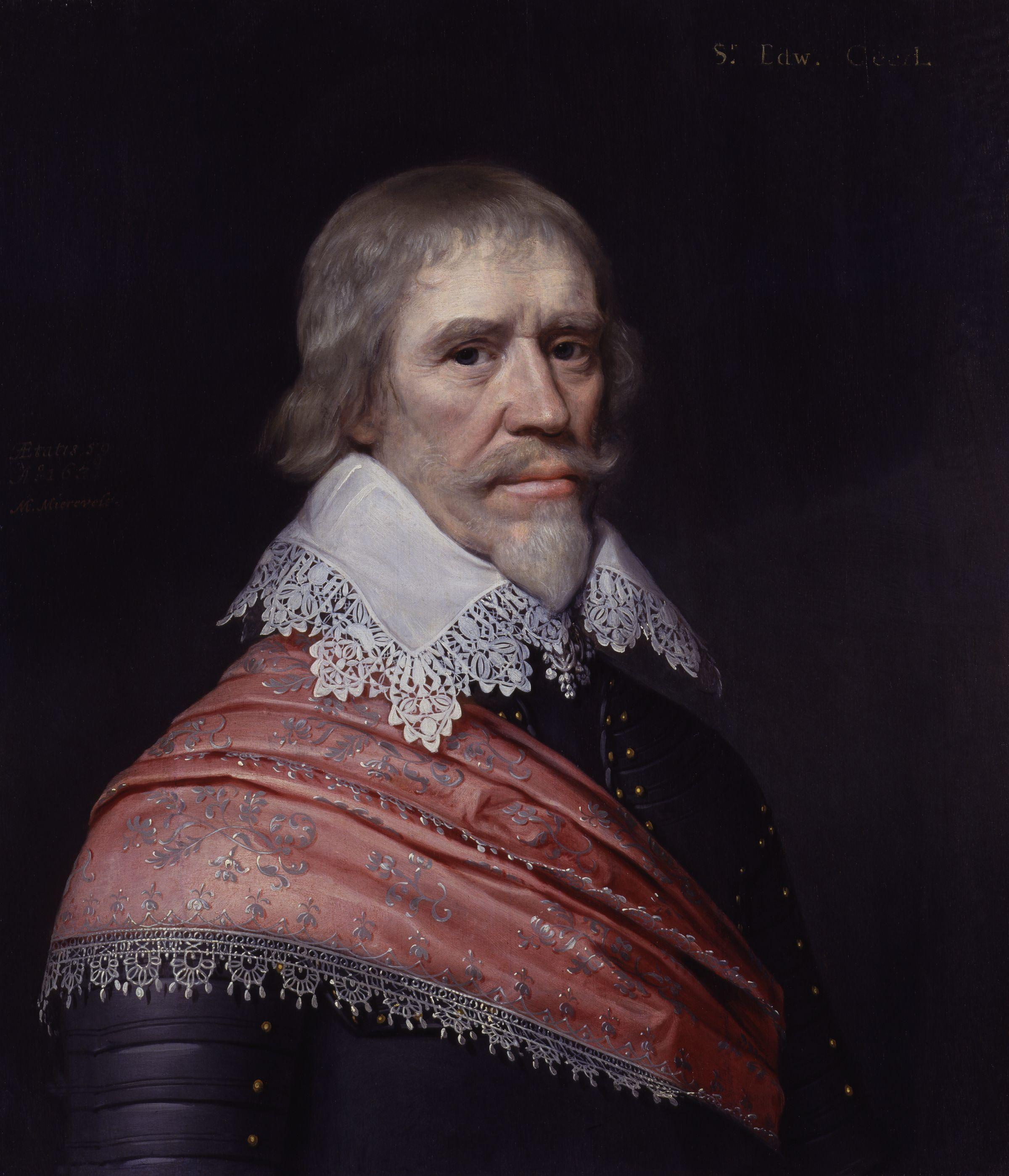
Edward Cecil, 1:e viscount Wimbledon.

Edward Cecil, 1:e viscount Wimbledon, född den 29 februari 1572, död den 16 november 1638, var en engelsk militär, yngre son till Thomas Cecil, 1:e earl av Exeter.
Wimbledon deltog under många år i nederländarnas strider mot Spanien, anförde 1610 den engelska kontingenten vid Jülichs belägring och var ämnad till befälhavare för den här Jakob I ville sända till Tyskland för att återerövra Pfalz åt kurfurst Fredrik. 
Wimbledon anförde den av Buckingham planerade expeditionen mot Cádiz 1625, upphöjdes redan vid avresan till viscount Wimbledon, men återkom i februari 1626 med sjuk besättning och illa medfarna fartyg, 
utan att ha kunnat erövra vare sig Cádiz eller den spanska silverflottan. Med Buckingham delar Wimbledon ansvaret för detta misslyckade företag. Åren 1630-38 var han guvernör i Portsmouth samt ansågs av Karl I som rikets främsta militära auktoritet.